# 5-ميثيل سيتيدين
5-ميثيل سيتيدين (بالإنجليزية: 5-Méthylcytidine)‏ هو ريبونوكليوسيد مشتق من السيتيدين ويتواجد في كل من  الرنا الرسول والريبوزومي والناقل لدى كل من حقيقيات وبدائيات النوى ، قاعدته النيتروجينية هي 5-ميثيل سايتوسين وهي مشتقة من السايتوسين بالمثيلة عن طريق العامل المرافق S-أدينوزيل ميثيونين. هذه العملية يحتمل أن تكون مطفرة لأن 5-ميثيل سايتوسين يميل إلى فقدان مجموعته الأمينية والتحول إلى ثايمينن وهذه عملية يمكن تحفيزها:

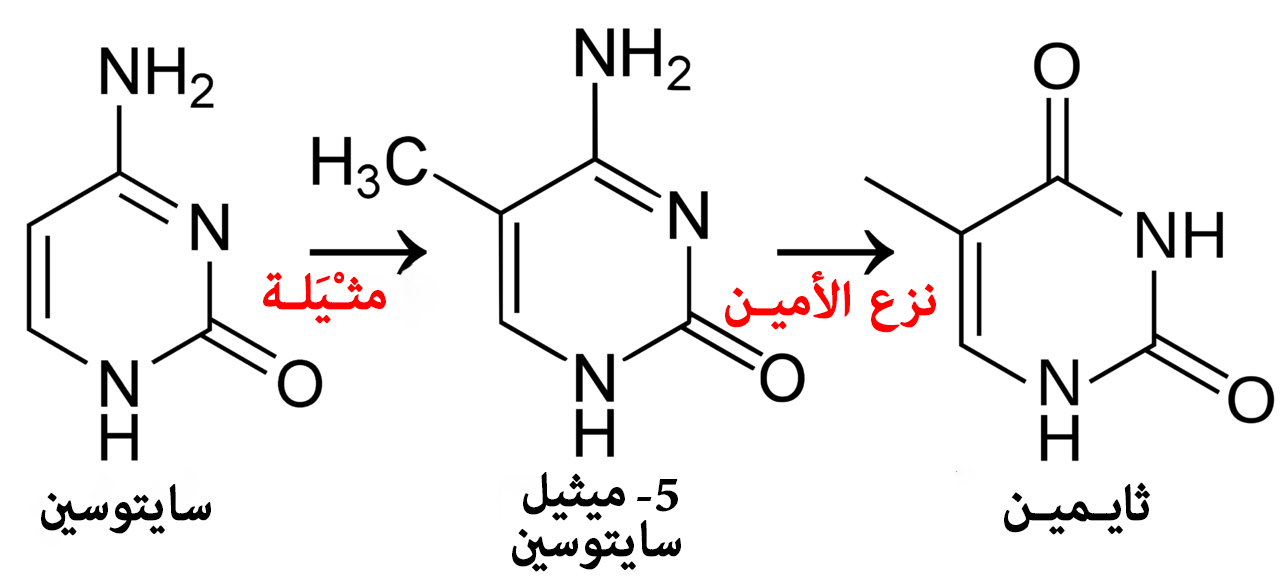
تحول السايتوسين إلى ثايمين عبر نزع أمين القاعدة النيتروجينية 5-ميثيل سايتوسين.